# Boekend
Boekend est un village situé dans la commune néerlandaise de Venlo, dans la province du Limbourg. Le 1er janvier 2009, le village comptait 740 habitants.